# Promet lijevom i desnom stranom
Promet lijevom i desnom stranom označava pravila vožnje na cestovnim prometu dvosmjernim putevima ili ulicama iz perspektive vozača: Vožju lijevom ili desnom stranom. 
Od 221 zemlje i teritorija svijeta trenutno vozi 59 lijevom stranom, uglavnom u bivšim britanskim kolonijama i Dominijama, s oko 2.34 milijarde stanovnika
Oko 66,1% svjetskog stanovništva živi u zemljama gdje se vozi desno stranom. 

Na temelju arheoloških saznanja prevladava mišljenje se da su prvi prometni propisi i običaji prednost davali lijevoj strani, a što se objašnjava time da je većina konjanika i vozača konjskih zaprega bili dešnjaci. U kontinentalnoj Europi običaj vožnje na desnoj strani prvi put se počelo primjenjivati tijekom vlasti Napoleona; postepeno su ga preuzele i u svoja zakonodavstva preuzele kontinentalne zemlje i njihove kolonije.

## Vanjske poveznice
- Članak u tportalu.
- Članak u express.hr.
- [neaktivna poveznica]

1. ↑  Why do some countries drive on the left and others on the right?. WorldStandards (engleski). Pristupljeno 8. prosinca 2024.